# Тагашова, Светлана Юрьевна
Светлана Юрьевна Тагашова (11.03.1990) — российская шашистка (русские шашки). Входит в сборную России по шашкам. Мастер спорта России (2010).
Двукратная чемпионка России среди женщин по русским шашкам в молниеносной игре (2009, 2010). Серебряный призёр чемпионата России (2008) и бронзовый призёр в быстрой игре (2010). Победитель Первенств мира по русским шашкам среди кадетов (2003), юниорок (2008) и России (2003).

## Образование
Окончила лицей № 37 г. Челябинска
Студентка математического факультета ЧелГУ.